# Брединское сельское поселение
Брединское се́льское поселе́ние — муниципальное образование в Брединском районе Челябинской области Российской Федерации. В рамках административно-территориального устройства муниципальное образование  соответствует административно-территориальной единице Брединский сельсовет.
Административный центр — посёлок Бреды.

## История
Статус и границы сельского поселения установлены Законом Челябинской области от 13 сентября 2004 года № 268-ЗО «О статусе и границах Брединского муниципального района и сельских поселений в его составе».

## Население
| 2002   | 2010    | 2011    | 2012  | 2013  | 2014  | 2015  |
| ------ | ------- | ------- | ----- | ----- | ----- | ----- |
| 10 526 | ↘10 023 | ↘10 005 | ↘9925 | ↘9639 | ↘9586 | ↘9540 |
| 2016   | 2017    | 2018    | 2019  | 2020  | 2021  | 2023  |
| ↘9465  | ↘9372   | ↘9364   | ↘9251 | ↘9200 | ↗9308 | ↘9212 |

## Состав сельского поселения
| № | Населённый пункт | Тип населённого пункта          | Население |
| - | ---------------- | ------------------------------- | --------- |
| 1 | Бреды            | посёлок, административный центр | ↘8792     |
| 2 | Мирное           | село                            | ↘516      |